# Panamerikanische Spiele 2019/Kanu
Bei den Panamerikanischen Spielen 2019 in Lima fanden vom 27. Juli bis 4. August 2019 im Kanu 18 Wettbewerbe statt. Austragungsorte waren der Rio Canete und die Albufera Medio Mundo.
Für die Wettbewerbe hatten sich insgesamt 21 Nationen qualifiziert.

## Wettbewerbe und Zeitplan
Insgesamt 18 Wettbewerbe wurden im Rahmen der Spiele im Kanu ausgetragen. Dazu zählten zwölf Wettbewerbe im Kanurennsport, die vom 27. bis 30. Juli 2019 stattfanden. Jeweils sechs davon wurden bei den Frauen und den Männern ausgetragen. Die Übrigen sechs Wettbewerbe wurden im Kanuslalom ausgetragen, davon je drei bei den Frauen und drei bei den Männern, die vom 2. bis 4. August 2019 stattfanden.

## Ergebnisse Kanuslalom

### Männer

#### C1
| Platz | Land               | Athlet          | Zeit (s) |
| ----- | ------------------ | --------------- | -------- |
| 1     | Vereinigte Staaten | Zachary Lokken  | 90,66    |
| 2     | Argentinien        | Sebastián Rossi | 90,80    |
| 3     | Brasilien          | Felipe Borges   | 91,39    |

#### K1
| Platz | Land        | Athlet          | Zeit (s) |
| ----- | ----------- | --------------- | -------- |
| 1     | Brasilien   | Pedro Gonçalves | 85,81    |
| 2     | Argentinien | Lucas Rossi     | 86,23    |
| 3     | Kanada      | Keenan Simpson  | 88,45    |

#### K1 Extreme
| Platz | Land               | Athlet          |
| ----- | ------------------ | --------------- |
| 1     | Brasilien          | Pedro Gonçalves |
| 2     | Vereinigte Staaten | Joshua Joseph   |
| 3     | Kanada             | Keenan Simpson  |

### Frauen

#### C1
| Platz | Land               | Athletin          | Zeit (s) |
| ----- | ------------------ | ----------------- | -------- |
| 1     | Brasilien          | Ana Sátila        | 95,35    |
| 2     | Kanada             | Lois Betteridge   | 102,95   |
| 3     | Vereinigte Staaten | Michaela Corcoran | 107,73   |

#### K1
| Platz | Land               | Athletin       | Zeit (s) |
| ----- | ------------------ | -------------- | -------- |
| 1     | Vereinigte Staaten | Evy Leibfarth  | 93,70    |
| 2     | Argentinien        | Nadia Riquelme | 103,70   |
| 3     | Mexiko             | Sofía Reinoso  | 112,20   |

#### K1 Extreme
| Platz | Land               | Athletin      |
| ----- | ------------------ | ------------- |
| 1     | Brasilien          | Ana Sátila    |
| 2     | Vereinigte Staaten | Evy Leibfarth |
| 3     | Mexiko             | Sofía Reinoso |

## Ergebnisse Kanurennsport

### Männer

#### C1 1000 m
| Platz | Land      | Athlet           | Zeit (min) |
| ----- | --------- | ---------------- | ---------- |
| 1     | Brasilien | Isaquias Queiroz | 3:47,631   |
| 2     | Kuba      | Fernando Jorge   | 3:48,574   |
| 3     | Kanada    | Drew Hodges      | 3:58,454   |

#### C2 1000 m
| Platz | Land   | Athleten                           | Zeit (min) |
| ----- | ------ | ---------------------------------- | ---------- |
| 1     | Kuba   | Serguey Torres Fernando Jorge      | 3:32,276   |
| 2     | Kanada | Craig Spence Drew Hodges           | 3:35,646   |
| 3     | Mexiko | Guillermo Quirino Rigoberto Camilo | 3:37,726   |

#### K1 200 m
| Platz | Land        | Athlet          | Zeit (s) |
| ----- | ----------- | --------------- | -------- |
| 1     | Kanada      | Dominik Crête   | 35,456   |
| 2     | Ecuador     | César de Cesare | 35,906   |
| 3     | Argentinien | Rubén Rézola    | 35,996   |

#### K1 1000 m
| Platz | Land        | Athlet          | Zeit (min) |
| ----- | ----------- | --------------- | ---------- |
| 1     | Argentinien | Agustín Vernice | 3:31,955   |
| 2     | Kanada      | Marshall Hughes | 3:35,907   |
| 3     | Brasilien   | Vagner Souta    | 3:35,960   |

#### K2 1000 m
| Platz | Land        | Athleten                          | Zeit (min) |
| ----- | ----------- | --------------------------------- | ---------- |
| 1     | Argentinien | Manuel Lascano Agustín Vernice    | 3:16,641   |
| 2     | Kanada      | Jacob Steele Jarret Kenke         | 3:17,144   |
| 3     | Mexiko      | Oabaldo Fuentes Mauricio Figueroa | 3:18,439   |

#### K4 500 m
| Platz | Land        | Athleten                                                                 | Zeit (min) |
| ----- | ----------- | ------------------------------------------------------------------------ | ---------- |
| 1     | Argentinien | Manuel Lascano Juan Ignacio Cáceres Ezequiel Di Giacomo Gonzalo Carreras | 1:22,106   |
| 2     | Kuba        | Reinier Carrera Renier Mora Robert Benítez Fidel Antonio Vargas          | 1:23,039   |
| 3     | Mexiko      | Javier López Juan Rodríguez Mauricio Figueroa Osbaldo Fuentes            | 1:23,106   |

### Frauen

#### C1 200 m
| Platz | Land               | Athletin          | Zeit (s) |
| ----- | ------------------ | ----------------- | -------- |
| 1     | Vereinigte Staaten | Nevin Harrison    | 46,649   |
| 2     | Chile              | María Mailliard   | 47,031   |
| 3     | Kuba               | Mayvihanet Borges | 47,641   |

#### C2 500 m
| Platz | Land   | Athletinnen                             | Zeit (min) |
| ----- | ------ | --------------------------------------- | ---------- |
| 1     | Kuba   | Mayvihanet Borges Katherin Nuevo        | 1:56,661   |
| 2     | Chile  | Karen Roco María Mailliard              | 1:59,158   |
| 3     | Kanada | Anne Lavoie-Parent Rowan Hardy-Kavanagh | 2:02,216   |

#### K1 200 m
| Platz | Land        | Athletin           | Zeit (s) |
| ----- | ----------- | ------------------ | -------- |
| 1     | Argentinien | Sabrina Ameghino   | 42,979   |
| 2     | Kanada      | Andréanne Langlois | 43,406   |
| 3     | Mexiko      | Beatriz Briones    | 43,436   |

#### K1 500 m
| Platz | Land      | Athletin           | Zeit (min) |
| ----- | --------- | ------------------ | ---------- |
| 1     | Mexiko    | Beatriz Briones    | 1:52,552   |
| 2     | Kanada    | Andréanne Langlois | 1:53,332   |
| 3     | Brasilien | Ana Paula Vergutz  | 1:54,294   |

#### K2 500 m
| Platz | Land        | Athletinnen                             | Zeit (min) |
| ----- | ----------- | --------------------------------------- | ---------- |
| 1     | Kanada      | Andréanne Langlois Alanna Bray-Lougheed | 1:45,484   |
| 2     | Argentinien | María Garro Brenda Rojas                | 1:46,932   |
| 3     | Mexiko      | Beatriz Briones Karina Alanís           | 1:47,472   |

#### K4 500 m
| Platz | Land        | Athletinnen                                                        | Zeit (min) |
| ----- | ----------- | ------------------------------------------------------------------ | ---------- |
| 1     | Kanada      | Andréanne Langlois Alexa Irvin Alanna Bray-Lougheed Anna Negulic   | 1:34,316   |
| 2     | Mexiko      | Beatriz Briones Karina Alanís Brenda Gutiérrez Maricela Montemayor | 1:34,646   |
| 3     | Argentinien | María Garro Micaela Maslein Brenda Rojas Sabrina Ameghino          | 1:35,606   |

## Medaillenspiegel
| Platz  | Land               | Gold | Silber | Bronze | Gesamt |
| ------ | ------------------ | ---- | ------ | ------ | ------ |
| 01     | Brasilien          | 5    | —      | 3      | 8      |
| 02     | Argentinien        | 4    | 4      | 2      | 10     |
| 03     | Kanada             | 3    | 6      | 4      | 13     |
| 04     | Vereinigte Staaten | 3    | 2      | 1      | 6      |
| 05     | Kuba               | 2    | 2      | 1      | 5      |
| 06     | Mexiko             | 1    | 1      | 7      | 9      |
| 07     | Chile              | —    | 2      | —      | 2      |
| 08     | Ecuador            | —    | 1      | —      | 1      |
| Gesamt | Gesamt             | 18   | 18     | 18     | 54     |